# یانگ‌بلاد
دومینیک ریچارد هریسون (زاده‍ ۵ اوت ۱۹۹۷) که با نام هنری یانگ‌بلاد (به انگلیسی: YUNGBLUD) شناخته می‌شود، خوانندهٔ آلترناتیو راک اهل انگلستان است.

## اوایل زندگی
دومینیک ریچارد هریسون در ۵ اوت ۱۹۹۷ در دانکستر، انگلستان متولد شد. نام مادر او سامانتا هریسون و پدرش جاستین هریسون است. او دو خواهر کوچک‌تر با نام‌های جمیما هریسون و ایزابل هریسون دارد. پدر بزرگش ریک هریسون با گروه تیرکس در سال ۱۹۷۰ اجرا می‌کرده‌است.
او پیش از ورود به حرفه موسیقی در مدرسه هنر لندن
در رشته تئاتر مشغول تحصیل بوده‌است.
یانگ‌بلاد توانایی نواختن سازهای مختلف مثل پیانو، گیتار، درام و دایره‌زنگی را دارد.
دومینیک از کودکی مبتلا به اختلال کم‌توجهی - بیش‌فعالی بود
و از سن خیلی پایین از رتالین استفاده می‌کرده ولی مادرش جلوی مصرف او را گرفته چون رتالین باعث تغییرات شخصیت در او می‌شده‌است.

## زندگی شخصی
او در مصاحبه با مجله اتیتیود عنوان کرد در گرایش جنسی و بیان جنسیتی بسیار سیال است و اگر بخواهد برچسبی به خود بزند خود را همه‌جنس‌گرا می‌نامد چرا که به شخصیت افراد علاقه‌مند می‌شود و نه جنسیت یا دستگاه تناسلی آن‌ها.
او از نوامبر ۲۰۱۸ تا سپتامبر ۲۰۱۹ با خواننده آمریکایی هالزی در رابطه بود. دومینیک دربارهٔ جدایی آن‌ها گفته بود بعنوان دوست رابطه بهتری دارند. او اکنون با جسی جو استارک خواننده آمریکایی رابطه دارد.
یانگ‌بلاد در یکی از مصاحبه‌های خود در سال ۲۰۲۰ اعتراف کرد ۲ بار به دلیل مشکلاتی در حرفه خود دست به خودکشی زده‌است.

## حرفه

### ۲۰۱۷–۲۰۱۸:یانگ‌بلاد
هریسون در سال ۲۰۱۷ سینگل خود به نام «شاه چارلز» را منتشر کرد و در همان سال سینگل ترک‌های دیگر خود با نام‌های «من دوستت دارم با من ازدواج می‌کنی؟» و «تین پن بوی» را منتشر کرد و در ۱۹ ژانویه ۲۰۱۷ آلبوم چندآهنگه خود را به نام یانگ‌بلاد منتشر کرد که شامل چندین تک‌آهنگ قبلی او بود.

### ۲۰۱۸–۲۰۱۹:تعهدات قرن ۲۱و جوانی دست کم گرفته شده
سینگل «چشمان دروغ‌سنج» را در ۱۹ ژانویه ۲۰۱۸ منتشر کرد. این سینگل در مورد آزار و اذیت‌های جنسی به دختران بود. او در مورد سینگل می‌گوید: «من ۱۴ ساله بودم که با کارت شناسایی جعلی به شمال می‌رفتم و می‌دیدم دختران کم سن مست از کلاب‌ها خارج می‌شوند در حالی که نمی‌توانستند روی پای خود بایستند و با پسرهایی که به اندازه آن‌ها مست نبودند می‌رفتند. من آن موقع متوجه نبودم که چه اتفاقی در حال افتادن است ولی بعد که به لندن آمدم دنیا را از یک دید جدید دیدم، فهمیدم این مردها هستند که باید در مورد این آزارها حرف بزنند تا این اتفاقات تمام شود.»
در ۱۰ مه ۲۰۱۸ سینگل «سقوط آسمان‌ها» را به همراه شارلوت لارنس منتشر کرد که به همراه سینگل «تین پن بوی» برای سریال ۱۳ دلیل برای اینکه بر روی نتفلیکس رفت. در ۶ ژوئیه آلبوم خود به نام تعهدات قرن ۲۱ را منتشر کرد و در ۱۰ اوت آلبوم دیگر خود را به نام «یانگ بلاد (بدون اتصال)» را منتشر کرد که ۷ سینگل آکوستیک از آلبوم قبلی خود را در آن قرار داد.
در ۱۷ ژانویه ۲۰۱۹ سینگل خود به نام «گوشه‌گیر» را منتشر کرد. در ۱۴ فوریه ۲۰۱۹ سینگل  ۱۱ دقیقه را به همراه هالزی و تراویس بارکر منتشر کرد. این سینگل تأثیر زیادی در دیده شدن هریسون داشت. پس از آن اولین آلبوم زنده هریسون به نام «یانگ بلاد (زنده از آتلانتا)» منتشر شد.
هریسون در مه ۲۰۱۹ تور «نمی‌خواهم گوشه‌گیر باشم» را شروع کرد. سینگل «والدین (همیشه درست نمی‌گویند)» اولین سینگل او از آلبوم «جوانی نادیده گرفته شده» بود که مه ۲۰۱۹ منتشر شد و مورد متوجه قرار گرفت.
بعد از آن سینگل «فکر می‌کنم حالم خوبه» با همکاری مشین گان کلی و تراویس بارکر منتشر شد که مورد توجه‌ترین اثر او بود. دومینیک «من واقعی» را در اکتبر همان سال به همراه عضو بند ایمجین درگنز منتشر کرد. در ۱۸ اکتبر ۲۰۱۹ آلبوم «جوانی دست کم گرفته شده» پس از کمی تأخیر انتشار یافت.
در نوامبر ۲۰۱۹ هریسون با مارشمالو در سینگلی به نام «زبان بند آمده» همکاری کرد.

### ۲۰۱۹–۲۰۲۰:عجیب!
در ۲۲ آوریل ۲۰۲۰ سینگل جدیدی به نام عجیب! را منتشر کرد که به گفتهٔ خودش در مورد عجیب‌ترین زمان زندگی اش یعنی دنیاگیری کووید-۱۹ است: «مهم نیست چقدر همه اتفاقات عجیب رخ دهد باز هم همه چیز خوب می‌شود.» او همچنین گفت نزدیک بود مادرم را در یک تصادف از دست بدم و در رابطه ای بودم که تمام شدنش باعث شد قلبم بشکند، همه چیز عجیب و عجیب و عجیب است.
عجیب! دومین آلبوم استودیویی او در ۴ دسامبر ۲۰۲۰ منتشر شد
که در هفته انتشار به صدر جدول آلبوم‌های انگلیس رسید.

### ۲۰۲۱:YB3
حدود یک ماه پس از پخش آلبوم عجیب! در نخستین روزهای سال ۲۰۲۱ یانگ‌بلاد خبر از سومین آلبوم‌استودیویی خود داد. او در یک لایو اینستاگرامی اعلام کرد آلبوم در مراحل پایانی است.
اجرا آهنگ زندگی در مریخ از دیوید بویی در مراسم بزرگداشت بویی توسط یانگ‌بلاد برای پخش در رویداد فرود آمدن مریخ‌نورد استقامت ناسا بر سطح مریخ انتخاب شد.
در نوامبر ۲۰۲۱ یانگ‌بلاد اعلام کرد اولین فیلم کوتاه خود را بر اساس آهنگ «مریخ» خود با همکاری استودیو مرکری و اینترسکوپ رکوردز تولید خواهد کرد. داستان این فیلم بر روی یکی از طرفداران او به نام چارلی آکستر تمرکز دارد که در تلاش است والدینش را متقاعد کند که تراجنسیتی است.

## فعالیت‌ها
در ۲۴ مارس ۲۰۱۸ در «راهپیمایی برای زندگیمان» که در مورد درگیری با اسلحه در مدارس آمریکا بود شرکت کرد.
در ۳ مه ۲۰۲۰، ۴ روز در اعتراضات به نژادپرستی به دلیل مرگ جرج فلوید شرکت کرد. او ۳ روز به همراه دوست دختر قبلی خود هالزی به مداوای افراد زخمی در اعتراضات پرداخت که مورد تشویق و تقدیر کاربران توییتر قرار گرفت. همچنین او در روز پنجم به همراه مشین گان کلی در اعتراضات شرکت کرد.

### واکنش به قتل مهسا امینی
وی در کنسرتی به قتل حکومتی مهسا امینی و خیزش انقلابی ۱۴۰۱ واکنش نشان داد و گفت: «برای زنان ایران میجنگم.»

## جایزه‌ها و نامزدی‌ها
| سال  | سازمان                    | جایزه                       | کار      | نتیجه    |
| ---- | ------------------------- | --------------------------- | -------- | -------- |
| ۲۰۱۹ | جوایز ان‌ام‌ای              | بهترین موزیک ویدئو          | من واقعی | برنده    |
| ۲۰۱۹ | جوایز ان‌ام‌ای              | بهترین اکت بریتانیا         | خودش     | نامزدشده |
| ۲۰۱۹ | جوایز ان‌ام‌ای              | بهترین اکت جهان             | خودش     | نامزدشده |
| ۲۰۱۹ | جوایز ان‌ام‌ای              | بهترین همکاری               | من واقعی | نامزدشده |
| ۲۰۲۰ | ام‌تی‌وی                    | N/A                         | خودش     | برنده    |
| ۲۰۲۰ | جوایز موسیقی ام‌تی‌وی اروپا | بهترین پوش اکت              | خودش     | برنده    |
| ۲۰۲۰ | جایزه اتیتیود             | تغییر دهنده                 | خودش     | برنده    |
| ۲۰۲۱ | جوایز بریت                | بهترین خواننده مرد بریتانیا | خودش     | نامزدشده |
| ۲۰۲۱ | جوایز موسیقی ام‌تی‌وی اروپا | بهترین خواننده آلترناتیو    | خودش     | برنده    |